# Chironomus wuelkeri
Chironomus wuelkeri är en tvåvingeart som beskrevs av James E. Sublette och Sasa 1994. Chironomus wuelkeri ingår i släktet Chironomus och familjen fjädermyggor.
Artens utbredningsområde är Guatemala. Inga underarter finns listade i Catalogue of Life.